# 三増トンネル
三増トンネル（みませトンネル）は、神奈川県愛川町三増と相模原市緑区根小屋を結ぶ、神奈川県道65号厚木愛川津久井線のトンネルである。神奈川県津久井土木事務所が管理している。トンネルが貫通する山塊には三増峠があり、戦国時代、武田信玄軍と北条氏康軍が激戦を繰り広げた三増峠の戦いの古戦場でもある。

## 位置
- 北緯35度33分16秒 東経139度17分7秒 / 北緯35.55444度 東経139.28528度
- 上溝［北西］ - 地理院地図
- 三増トンネル - Google マップ

## 概要
1992年（平成4年）1月竣工。全長462メートル。最高速度40km/h制限・駐車禁止・はみ出し禁止である。元々、古道・歩道しか存在しない僻地であったが、津久井方面と愛川方面を繋げる道路として開発された。神奈川県道65号厚木愛川津久井線は当トンネルを最高点としている。トンネル内はほぼ直線であり、2車線道路で比較的快適な走行が可能であるが、現在でも交通量はそれほど多いとはいえない。ただ、周囲に神奈川県愛甲郡愛川町三増新宿、上宿、下宿といった大字が残っているとおり、中世から江戸時代に亘って甲斐国より相模国小田原大山への街道として宿場が設けられた地方であり、古く交通の要衝であったということができる。

## ローリング族による事故
違法競走型暴走族の活動が盛んだった1990年代初頭には、ローリング族が暴走に使用する道路となった。三増トンネルの北西側は急峻なカーブの連続であることから、付近では、ローリング族による交通事故が多発し、死亡事故も散見された。若年層で形成された彼らは”三増トンネル最速の会”と称する徒党を組み、暴走行為を反復継続した。同人らは通行者・近隣住民・官憲に対しては反発の姿勢は見せなかったが、同じローリング族に対しては対抗意識をあらわにし、過剰な暴走行為が繰り広げられ、それは当時のバイク雑誌でも喧伝される事態に陥った。同所は、比較的交通量の少ない道路である事、路面が新規の施行で荒れていなかったこと、近辺に住宅が無く迅速な警察通報がなされなかったことなどによりローリング族の参集を助長した。一方、三増事件と俗称されるローリング族同士の正面衝突による2名死亡、2名重症という重大事故も発生。事故の真相は公表されていないが、一説には仲間割れに起因するものとされ、周辺住民などの猛烈な批判にあい、これに呼応して神奈川県警察の交通取締も強化された。それが功を奏し、ほどなくローリング族は同所から姿を消している。

## 古戦場と心霊スポット
永禄12年（1569年）10月6日、戦国大名の武田家と後北条家が一大合戦を展開した地であり、後年の史料によれば多数の戦死者を出した場所でもある。これに拠ってか、三増トンネル内で心霊等の目撃談が報告されている。ただ、近年の研究では、この合戦は現在”三増峠”と呼ばれている丘陵一帯ではなく、トンネル南側約1キロメートルに所在する東名厚木カントリー倶楽部の辺りが主戦場ではないかとされている。もっとも、三増峠でも激戦があったのは間違いなく、北条氏照隊に急襲された武田方の武将・浅利信種、浦野重秀らが戦死している。